# Municipio de Parque del Plata
El Municipio de Parque del Plata - Las Toscas es uno de los municipios del departamento de Canelones, Uruguay. Tiene como sede la ciudad de Parque del Plata.

## Ubicación
El municipio se encuentra localizado en la zona sureste del departamento de Canelones, al oeste del arroyo Solís Chico. Limita al este con el municipio de La Floresta, al norte y oeste con el de Atlántida y al sur con el Río de la Plata.

## Características
El Municipio fue creado por ley 18.653 del 15 de marzo de 2010, y forma parte del departamento de Canelones. Su territorio comprende al distrito electoral CMH de ese departamento.
Su superficie es de 16 km².
Forman parte del municipio de Parque del Plata - Las Toscas las siguientes localidades:
- Parque del Plata
- Las Toscas

## Autoridades
Las autoridades del municipio son el alcalde y cuatro concejales.
| Nº | Alcalde              | Partido          | Inicio del mandato      | Fin del mandato         | Observaciones     | Concejales                                                                         |
| -- | -------------------- | ---------------- | ----------------------- | ----------------------- | ----------------- | ---------------------------------------------------------------------------------- |
| 1  | Julio López          |                  | 2010                    | julio de 2015           | Alcalde elegido   |                                                                                    |
| 2  | Pedro Irigoin        | Frente Amplio FA | julio de 2015           | 26 de noviembre de 2020 | Alcalde elegido   | Mónica Etcheverry (FA) Julio López (FA) Daniel Correa (PN) Araciel Fernández (PC)  |
| 3  | Tania Susana Vecchio | Frente Amplio FA | 27 de noviembre de 2020 | 2025                    | Alcaldesa elegida | Washington Gutiérrez (FA) Nicolás Acosta (FA) Rodrigo López (PN) Angel Acosta (PN) |